# Frontière entre la Suède et l'Union européenne
La frontière entre la Suède et la Communauté économique européenne puis l'Union européenne était, entre le 1er janvier 1973, date d'adhésion du Danemark à la Communauté économique européenne, et le 31 décembre 1994, veille de l'adhésion de la Suède à l'Union européenne, la frontière délimitant les territoires voisins sur lesquels s'exerçait la souveraineté de la Suède ou de l'un des États alors membres de la Communauté économique européenne puis de l'Union européenne, en l'occurrence le Danemark.

## Historique

### 1973-1994
De l'adhésion du Danemark à la Communauté économique européenne le 1er janvier 1973 au 31 décembre 1994, la frontière euro-suédoise se superposait à la frontière dano-suédoise. Elle était alors entièrement maritime.

### Depuis 1995
Lors de l'adhésion de la Suède à l'Union européenne le 1er janvier 1995, cette frontière a cessé d'exister.